# Muyegbe Mubala
Muyegbe Mubala (12 december 1970) is een atlete uit Congo-Kinshasa.
Mubale naam voor Zaïre deel aan de Olympische Zomerspelen van Barcelona in 1992 aan de 100 meter sprint. Zij werd uitgeschakeld in de series met een tijd van 12,76.
- World Athletics: 14555778